# Ка Сегато (Падова)
Ка Сегато је насеље у Италији у округу Падова, региону Венето.
Према процени из 2011. у насељу је живело 78 становника. Насеље се налази на надморској висини од 7 м.